# It Happened Tomorrow
It Happened Tomorrow és una pel·lícula fantàstica estatunidenca de 1944 dirigida per René Clair, protagonitzada per Dick Powell, Linda Darnell i Jack Oakie, i amb Edgar Kennedy i John Philliber. Es basa en l'obra d'un acte "The Jest of Haha Laba" de Lord Dunsany.

## Trama
A la dècada de 1890, Lawrence Stevens (Dick Powell) és un escriptor necròleg descontent en la seva feina, a qui li dona, un home del diari d'edat avançada anomenat Pop Benson (John Philliber), un diari que té notícies de demà. Fa servir el paper per escriure històries i obtenir la primicia d'altres periodistes; però això també el fa sospitós per l'inspector de policia Mulrooney (Edgar Kennedy), que vol saber com va arribar al seu coneixement un robatori a la taquilla d'un teatre durant una funció, que va llegir al diari proporcionat per Benson. Stevens i la seva nova xicota Sylvia (Linda Darnell) la meitat d'un acte de clarivident amb el seu oncle Oscar Smith (Jack Oakie) viu una sèrie d'aventures, fins que el seu oncle creu erròniament que Stevens s'ha associat amb la seva neboda a la seva habitació de la pensió. L'oncle intenta intimidar a Stevens perquè es casi amb ella, sense saber que Stevens ha vingut a ell per demanar-li la mà.
Stevens aconsegueix un altre diari de Pop Benson, amb la intenció d'utilitzar-lo per apostar cavalls a l'hipòdrom, per guanyar prou diners per casar-se. Malauradament, també llegeix una història sobre la seva pròpia mort aquella nit, així que ell i la Sylvia es casen immediatament i se'n van a la pista amb el seu oncle. Stevens aposta per guanyador rere guanyador, acumulant 60.000 dòlars, que després els roben en el camí de tornada a la ciutat. Els persegueixen però són detinguts per excés de velocitat. Stevens espera més ajuda de Benson, però s'assabenta que el vell va morir fa dos dies, fins i tot abans que Stevens rebés el primer diari.
Stevens fa tot el possible per evitar el vestíbul de l'hotel on se suposa que ha de tenir lloc la seva mort, però les circumstàncies el continuen empenyent en aquesta direcció. Troba l'home que li va robar els diners i el persegueix a peu pels carrers i pels terrats, fins que tots dos cauen per la xemeneia que porta al vestíbul de l'hotel que ha intentat evitar. Esclata un tiroteig i el lladre és assassinat a trets. Com que té la cartera de Stevens, al principi s'identifica com el periodista, i el seu diari imprimeix una història errònia dient que el seu periodista estrella ha estat assassinat. Quan un periodista descobreix la veritat, el diari ja ha sortit al carrer; i és aquesta edició la que havia aconseguit del Pop.
Així que Stevens no mor al vestíbul de l'hotel, i ell i la Sylvia viuen per celebrar el seu 50è aniversari de noces.

## Repartiment
- Dick Powell com Lawrence Stevens
- Linda Darnell com a Sylvia Smith
- Jack Oakie com a oncle Oscar Smith
- Edgar Kennedy com a inspector Mulrooney
- John Philliber com a Pop Benson
- Edward Brophy com a Jake Schomberg, home que fa apostes a l'hipòdrom
- George Cleveland com el Sr. Gordon, editor del diari
- El Sr. Ruman com el Sr. Beckstein, explorador de circ
- Paul Guilfoyle com a Shep
- George Chandler com a Bob
- Eddie Acuff com a Jim
- Robert Dudley com a jutge de pau

## Producció
El director i productor Frank Capra va comprar originalment els drets de la història de Hugh Wedlock i Howard Snyder, però quan va descobrir que el concepte era similar al de l'obra d'un acte de Lord Dunsany de fa 20 anys, el va comprar també; més tard, quan anava a l'exèrcit per servir a la Segona Guerra Mundial, va vendre tots dos a Arnold Pressburger. Pressburger es va acostar a Rene Clair per dirigir la pel·lícula, i els dos van contractar l'amic de Clair Dudley Nichols perquè l'ajudés a escriure el guió. Van establir el període a la dècada de 1890 per evitar tractar amb la guerra.
Clair inicialment volia Cary Grant per al paper principal, però va acabar amb Dick Powell, que estava a punt d'alterar el seu personatge a la pantalla d'una comèdia musical lleugera "juvenil" a una de més difícil, fent de detectiu privat tipus dur Philip Marlowe a Murder My Sweet més tard aquell any, seguit d'una sèrie de pel·lícules negres.
Tot i que It Happened Tomorrow estava lluny de ser la favorita de Clair, més tard va escriure que "[els] últims vint minuts són el millor que vaig fer a Hollywood". El final, especialment, que depèn d'un error al diari del futur, va tenir una connexió personal per Clair, ja que va ser acomiadat del seu primer treball com a reporter quan va inventar una història que era el contrari del que realment va passar; Nichols també va ser un antic periodista.

## Recepció
It Happened Tomorrow va ser un èxit a taquilla. L'historiador del cinema Jeff Stafford va assenyalar que la resposta crítica als Estats Units va ser "complementària però reservada". A França, però, la pel·lícula va ser un "gran èxit de crítica".

## Premis i honors
It Happened Tomorrow va ser nominada a dos Premis Oscar:
- Oscar a la millor banda sonora (Robert Stolz)
- Oscar al millor so (Jack Whitney)

## Adaptacions
It Happened Tomorrow va ser adaptat com a obra de ràdio per l'episodi del Lux Radio Theatre del 3 de juliol de 1944 amb Don Ameche i Anne Baxter, l'episodi del 25 de setembre de 1944 de The Screen Guild Theatre amb Dick Powell i Linda Darnell repetint els seus papers originals i l'episodi del 9 d'octubre de 1946 de l'Academy Award Theatre, protagonitzat per Eddie Bracken i Ann Blyth.